# Villarratel
Villarratel es una localidad de la provincia de León que pertenece al municipio de Gradefes.
Las poblaciones más cercanas a Villarratel son Santa Olaja de Eslonza, Mellanzos y Valduvieco, y está a 927 m de altitud.

## Comunicaciones
Para llegar desde León, se deberá coger la N-601, y en Puente Villarente tomar el desvío de Gradefes, el pueblo se encuentra en el km 11 tomando un desvío a la izquierda a la altura del cementerio de mellanzos.